# 巴西利亞國家體育場

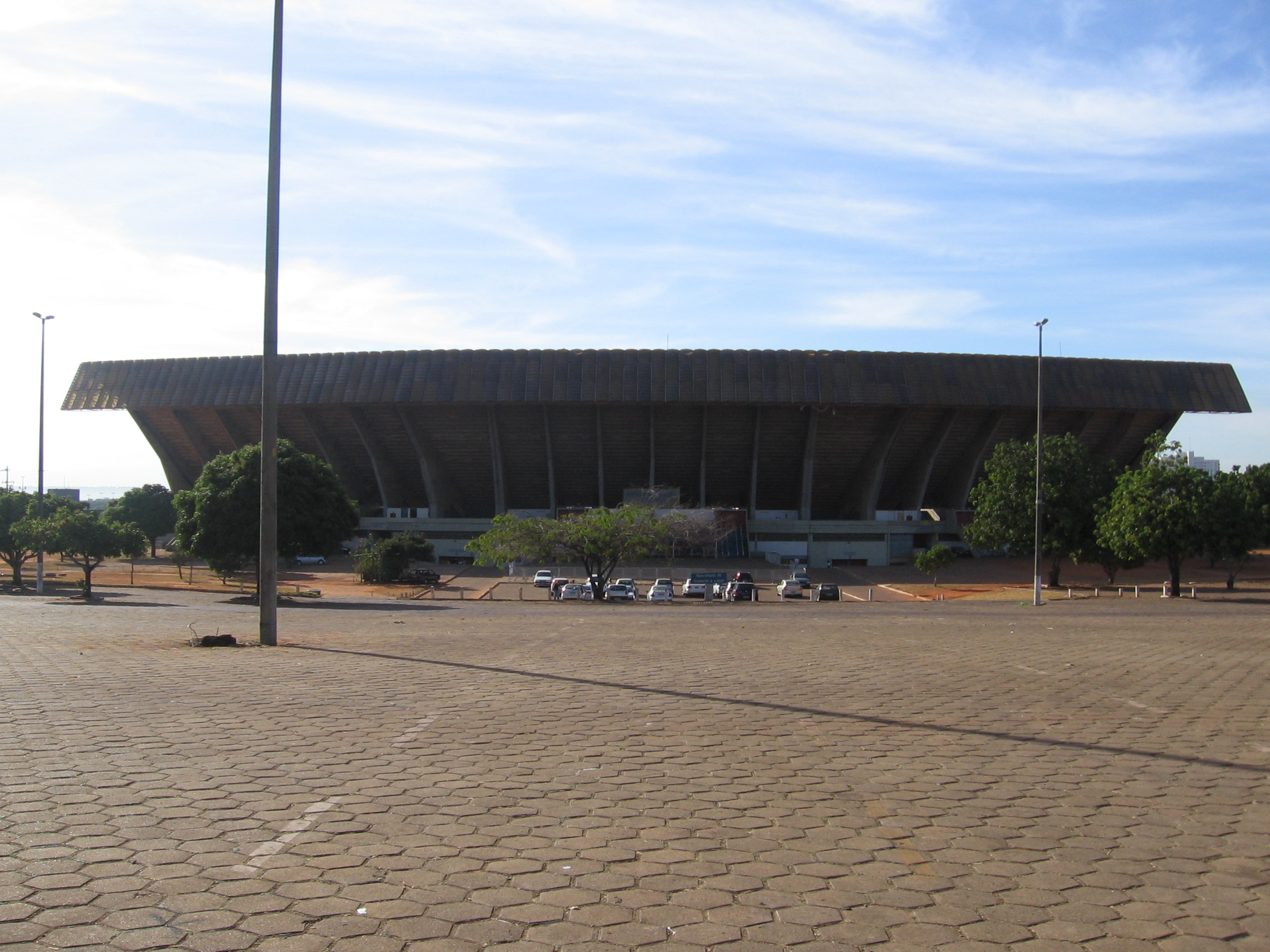
重建前的巴西利亞國家體育場

巴西利亞國家體育場（原名為加林查體育場）是一座位於巴西巴西利亞的綜合體育場。經常有足球賽事舉行於此。體育場於1974年興建，可容納45200人，在重建後可容納70064人。

## 2014年世界盃
為了達到2014年世界盃的要求，本體育場將重建，讓建築可以容納71000人，2010年體育場更名為巴西利亞國家體育場，重建工程也於同年4月動工。2016年奧運的一些足球賽事也在此舉行。

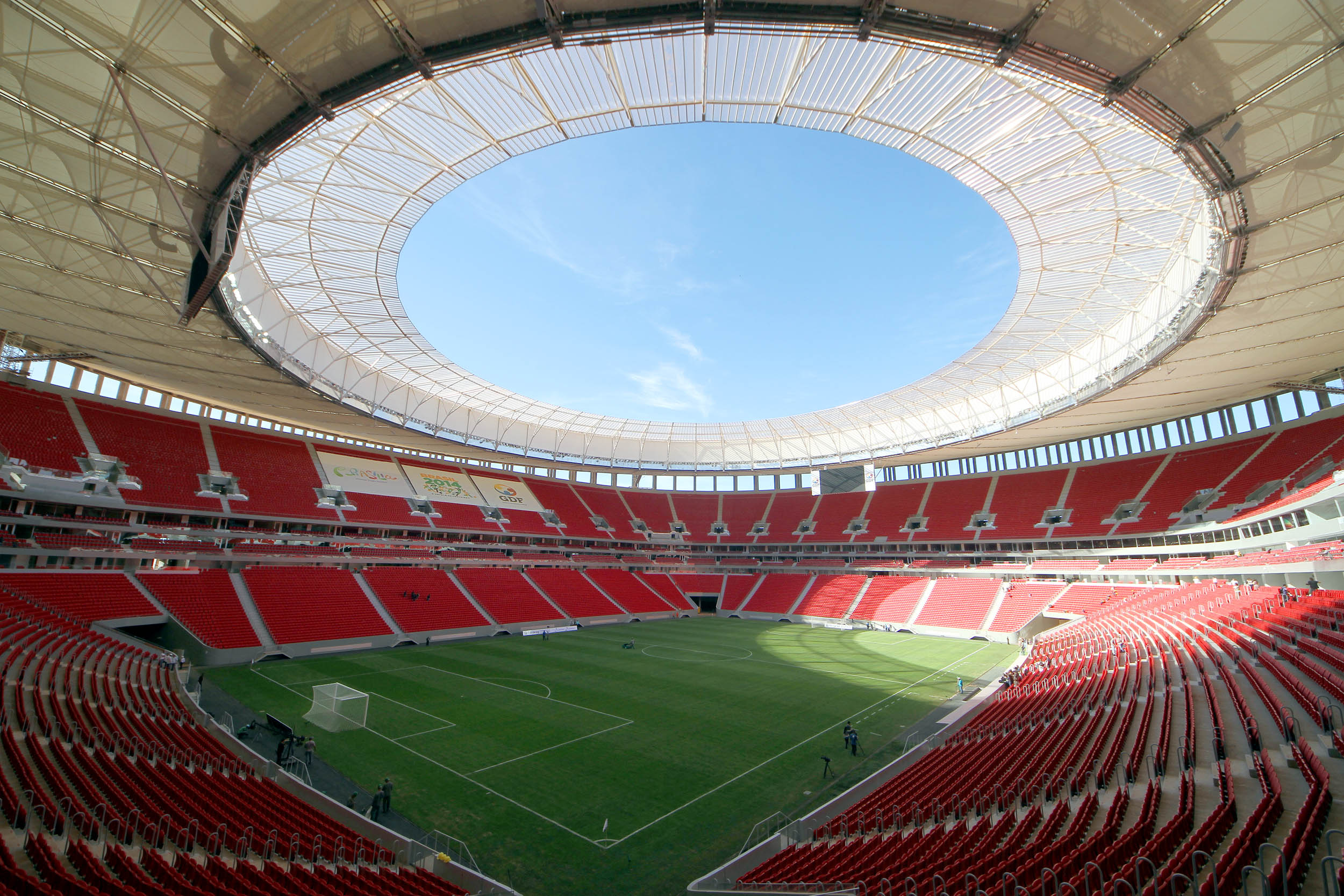
重建後的巴西利亞國家體育場內部全景

## 外部連結
- 官方網站

15°47′0.60″S 47°53′56.99″W / 15.7835000°S 47.8991639°W